# Władysław Jura
Władysław Jura ps. „Sęp” (ur. 1 czerwca 1926 w Zawadzie k. Częstochowy, zm. 9 marca 2004 w Warszawie) – generał brygady Wojska Polskiego.

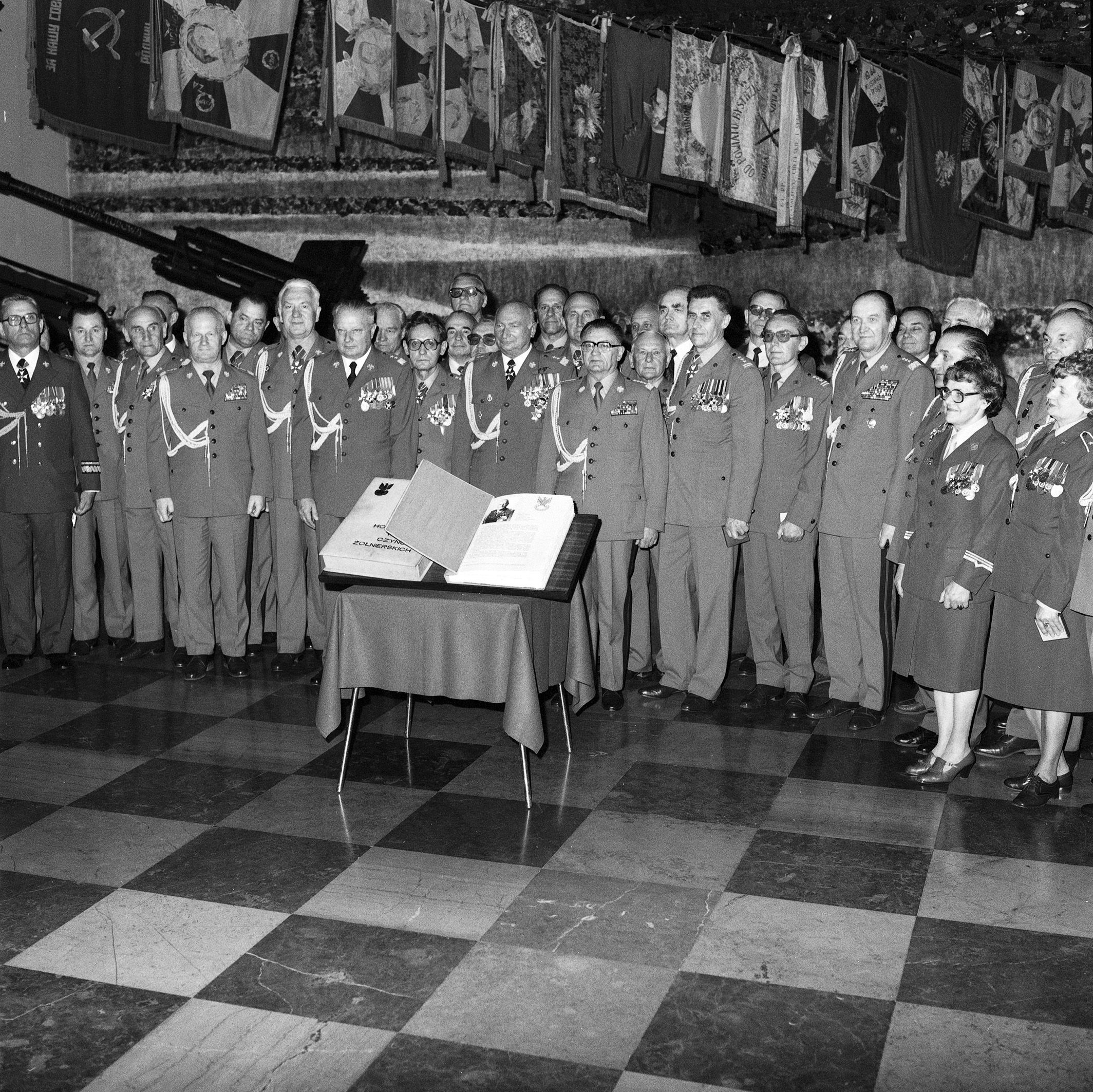
Spotkanie kierownictwa MON ze wszystkimi generałami, oficerami i żołnierzami WP wpisanymi do Honorowej Księgi Czynów Żołnierskich od czasu jej ustanowienia z okazji 40-lecia Zwycięstwa, Sala Zwycięstwa Muzeum Wojska Polskiego, 9 maja 1985 r. Od lewej: kontradmirał Aleksy Parol, gen. broni Józef Użycki, gen. bryg. Marian Pasternak, gen. broni Józef Baryła, gen. bryg. Henryk Kondas, gen. bryg. Władysław Jura, gen. dyw. Wiesław Wojciechowski, NN, gen. dyw. pil. Roman Paszkowski, gen. armii Florian Siwicki, płk Henryk Gradzik, płk Roman Leś, płk Tadeusz Bieniasz, NN, gen. broni Mieczysław Obiedziński, płk Stefan Rutkowski, płk prof. Stanisław Barański i inni

## Życiorys
Przed wojną skończył szkołę powszechną. Podczas okupacji był robotnikiem rolnym i kształcił się na tajnych kompletach. Od 1942 współpracownik Gwardii Ludowej. W kwietniu 1944 wstąpił do Armii Ludowej, w której walczył w randze gwardzisty (szeregowiec). Pełnił funkcję łącznika III Brygady AL im. Józefa Bema. Po wojnie był instruktorem w Komitecie Powiatowym i Komitecie Wojewódzkim PPR we Wrocławiu.
W październiku 1946 wstąpił do WP. W grudniu 1947 skończył ze stopniem podporucznika kurs oficerów administracji wojskowej przy Wyższej Szkole Oficerów Politycznych. Pracował w Departamencie Personalnym MON. Od jesieni 1949 sekretarz Komitetu Partyjnego w Oficerskiej Szkole Artylerii nr 2 w Olsztynie. Od jesieni 1950 pracował w Zarządzie Politycznym Okręgu Wojskowego nr 1 w Warszawie. Od lutego 1951 sekretarz komitetu partyjnego Wydziału Politycznego 18 Dywizji Piechoty w Ełku. W październiku 1951 został szefem Wydziału Politycznego–zastępcą dowódcy 3 Dywizji Piechoty w Lublinie. W latach 1954–1955 na kursie doskonalenia oficerów w Wojskowej Akademii Politycznej w Warszawie, następnie został członkiem polskiej delegacji w Międzynarodowej Komisji Kontroli i Nadzoru w Wietnamie.
Po powrocie do kraju jesienią 1956 został szefem Wydziału Politycznego 5 Dywizji Piechoty w Sulęcinie. W 1959 ukończył liceum i zdał maturę w Łodzi, po czym został starszym instruktorem politycznym Zarządu Wojskowej Służby Wewnętrznej Śląskiego Okręgu Wojskowego we Wrocławiu. W latach 1960–1964 studiował w Wyższej Szkole Nauk Społecznych przy KC PZPR w Warszawie. Od marca 1967 sekretarz Komitetu Partyjnego PZPR i zastępca szefa Zarządu Politycznego ŚOW. W lutym 1973 został szefem Wydziału Politycznego – zastępcą komendanta Akademii Sztabu Generalnego do spraw politycznych. Na tym stanowisku 10 października 1978 minister obrony narodowej wyróżnił go wpisem do „Honorowej Księgi Czynów Żołnierskich”.
Od 1 lutego 1979 pełnił służbę na stanowisku szefa Zarządu Politycznego-zastępcy dowódcy Wojsk Ochrony Pogranicza do spraw politycznych. W październiku 1979 awansował na generała brygady. Akt nominacyjny wręczył mu w Belwederze przewodniczący Rady Państwa PRL profesor Henryk Jabłoński w obecności I sekretarza KC PZPR Edwarda Gierka. W okresie od 27 grudnia 1983 do 22 grudnia 1984 był dyrektorem generalnym w Ministerstwie Spraw Wewnętrznych i szefem Służby Polityczno-Wychowawczej. W latach 1985–1990 był attaché wojskowym przy Ambasadzie PRL w Budapeszcie. W kwietniu 1990 został pożegnany przez ministra obrony narodowej, generała armii Floriana Siwickiego w związku z zakończeniem zawodowej służby wojskowej, a w listopadzie 1990 przeniesiony w stan spoczynku w wieku 64 lat.
Delegat na VI Zjazd PZPR w 1971. Po śmierci pożegnany na Cmentarzu Wojskowym w Warszawie, pochowany na Cmentarzu Osobowickim we Wrocławiu.

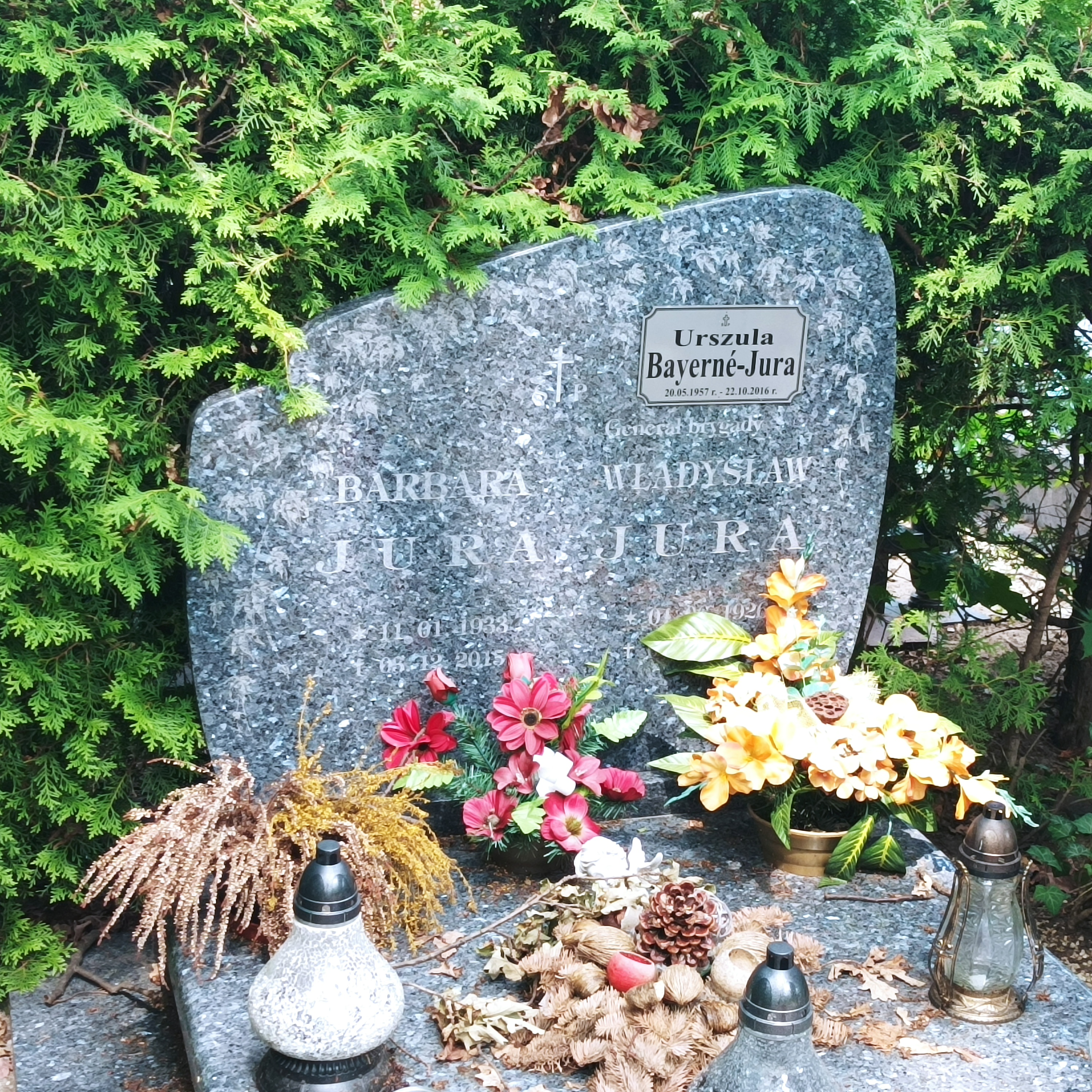
Grób gen. Władysława Jury na Cmentarzu Osobowickim

## Odznaczenia i wyróżnienia
- Order Sztandaru Pracy I klasy (1984)
- Order Sztandaru Pracy II klasy (1979)
- Krzyż Komandorski Orderu Odrodzenia Polski (1973)
- Krzyż Oficerski Orderu Odrodzenia Polski (1968)
- Krzyż Kawalerski Orderu Odrodzenia Polski (1963)
- Krzyż Walecznych (1972)
- Brązowy Krzyż Zasługi (1947)
- Krzyż Partyzancki (1958)
- Medal 10-lecia Polski Ludowej
- Medal 30-lecia Polski Ludowej
- Medal 40-lecia Polski Ludowej
- Złoty Medal „Siły Zbrojne w Służbie Ojczyzny”
- Srebrny Medal „Siły Zbrojne w Służbie Ojczyzny” (1962)
- Brązowy Medal Siły Zbrojne w Służbie Ojczyzny
- Złoty Medal Za zasługi dla obronności kraju (1979)
- Srebrny Medal Za zasługi dla obronności kraju
- Brązowy Medal Za zasługi dla obronności kraju
- Złota Odznaka „Za zasługi w ochronie porządku publicznego” (1982)
- Srebrna Odznaka „W Służbie Narodu” (1980)
- Medal Komisji Edukacji Narodowej (1973)
- Odznaka „Zasłużony Działacz SZMW”
- Order Wojny Ojczyźnianej II stopnia (ZSRR, 1968)
- Medal jubileuszowy „Dwudziestolecia zwycięstwa w Wielkiej Wojnie Ojczyźnianej 1941–1945” (ZSRR, 1972)
- Medal jubileuszowy „Czterdziestolecia zwycięstwa w Wielkiej Wojnie Ojczyźnianej 1941–1945” (ZSRR, 1985)
- Złote Pióro Żołnierza Wolności za publicystykę w dziedzinie pracy partyjno-politycznej i ideowo-wychowawczej (1977)[2]